# Дворец культуры и спорта (Варна)
Дворец культуры и спорта (болг. Дворец на културата и спорта) — крытый комплекс культуры и спорта, расположенный в Варне, Болгария. В комплексе есть три спортивных зала: «Конгрессна-Холл», «Младост-Холл» и «Холл 20». Строительство было завершено в 1968 году.
Полная копия «Дворца культуры и спорта» существует в Африке — «Национальный театр» в Лагосе, Нигерия. Здание было спроектировано тем же архитектором Стефаном Колчевым.

## Конгрессна-Холл
В настоящее время «Конгрессна-Холл» является домашней ареной для мужской сборной Болгарии по волейболу и баскетбольной команды «Черно море Порт». Арена вмещает 6000 человек. В 2015 году «Дворец культуры и спорта» подвергся капитальному ремонту.

## Спортивные мероприятия
- 1984 год: Соревнования «Дружба-84» по тяжёлой атлетике;
- 1987 год: XIII чемпионат мира по художественной гимнастике;
- 2008 год: Чемпионат Европы Всемирной ассоциации организаций кикбоксинга;
- 2012 год: Гран-при мира SUPERKOMBAT III;
- 2018 год: Чемпионат мира по волейболу среди мужчин;
- 2021 год: Чемпионат Европы по художественной гимнастике;
- 2023 год: Чемпионат Европы по волейболу среди мужчин.